# Käthe Knobloch
Käthe Knobloch (* 1904 in Thüringen; † 2002 in Lößnitz) war Kommunalpolitikerin in Aue und erhielt 1964 für ihr langjähriges soziales Engagement die Ehrenbürgerwürde dieser Stadt.

## Aus ihrem Leben
Käthe Knobloch erlernte nach dem Schulbesuch den Beruf einer Wohlfahrtspflegerin. Sie übernahm 1924 bereits mit 20 Jahren die Leitung eines Kindererholungsheimes in Leipzig.
Die gebürtige Thüringerin arbeitete während der Zeit des Nationalsozialismus im Bereich der Wohlfahrtspflege in Schwarzenberg/Erzgeb. Aus Gesinnungsgründen unterstützte sie inhaftierte Regimegegner und eine jüdische Familie.
Nach dem Zweiten Weltkrieg bekam Käthe Knobloch Aufgaben im Bereich Aufbau und Gesundheitswesen in der Verwaltung des Landkreises. In der Stadt Aue nahm sie Einfluss auf die Erweiterung des Auer Krankenhauses und den Bau der 1952 eröffneten Kreis-Poliklinik (heute ein Ärztehaus) an der Rosa-Luxemburg-Straße. Sie nahm ihren ständigen Wohnsitz in Lößnitz.
Die Einwohner von Aue wählten sie Anfang der 1950er Jahre in die Stadtverwaltung. Hier engagierte sie sich als Stadträtin für Kultur bei der Planung und dem Bau von Schulen, Kindergärten, Schulhorten und Kulturstätten. Die Einrichtung der ersten Kinderbibliothek, benannt nach dem Schriftsteller Stephan Hermlin, in der Thomas-Mann-Straße, geht auch auf Knoblochs Wirken zurück. Auf zentrale Weisung musste sie allerdings auch Aktivitäten in Gang setzen, die ihr nicht gefielen, wie den Abbau des Denkmals Der Schmied im Auer Stadtgarten um 1956. Die Darstellung sei zu sehr monumental im Stil des Nationalsozialismus lautete die Begründung.
Nach dem Ausscheiden aus der Stadtverwaltung sorgte Käthe Knobloch für den Ausbau des Stadtarchivs des Auer Rathauses, das in der Mitte des 19. Jahrhunderts mit der Niederschrift der „Fragmente aus der Geschichte von Aue und Umgebung“ seinen Anfang nahm. Unter Knoblochs Einfluss wurde die Archivalien systematisiert und laufend ergänzt, sodass wichtige historische Dokumente erhalten sind.
Für ihre Verdienste wurde Käthe Knobloch 1964 zur Ehrenbürgerin der damaligen Kreisstadt Aue ernannt.